# James Weldon Johnson
James Weldon Johnson (1871-1938) fue un autor, político, diplomático, crítico, periodista, poeta, antologista, educador, abogado, escritor de canciones, activista de los derechos humanos y prominente figura en el Renacimiento de Harlem. Johnson es más recordado por su trabajo como escritor, que incluye novelas, poemas y colecciones de folclore. Fue, asimismo, uno de los primeros profesores afroamericanos en la Universidad de Nueva York. Más tarde fue profesor de literatura creativa en la Universidad Fisk.

## Obra selecta

### Poesía
- Fifty Years and Other Poems (1917)
- Go Down, Death (1926)
- God's Trombones: Seven Negro Sermons in Verse (1927)
- Saint Peter Relates an Incident (1935)
- The Glory of the Day was in Her Face
- Selected Poems (1936)

### Otras obras y colecciones
- The Autobiography of an Ex-Colored Man (1912/1927)
- Self-Determining Haiti (1920)
- The Book of American Negro Poetry (1922)
- The Book of American Negro Spirituals (1925)
- Second Book of Negro Spirituals (1926)
- Black Manhattan (1930)
- Negro Americans, What Now? (1934)
- Along This Way (1933)
- The Selected Writings of James Weldon Johnson (1995, posthumous collection)

## Otras referencias
- James Weldon Johnson: Writings (William L. Andrews, editor) (The Library of America), 2004) ISBN 978-1-931082-52-5.
- Yenser, Thomas (editor), Who's Who in Colored America: A Biographical Dictionary of Notable Living Persons of African Descent in America, Brooklyn, New York, 1930-1931-1932 (Third Edition)
- The Oxford Companion to African American Literature, edited by William L. Andrews, Frances Smith Foster, Trudier Harris, New York, Oxford, 1997, p. 404 ff.